# Joel Grey
Joel Grey (n. 11 aprilie 1932, Cleveland, Ohio, SUA) este un actor american. A obținut Premiul Oscar pentru cel mai bun actor în rol secundar în anul 1972.

## Filmografie

### Film
| An   | Titlu                                                          | Rol                     | Note |
| ---- | -------------------------------------------------------------- | ----------------------- | --- |
| 1952 | About Face                                                     | Bender                  | |
| 1957 | Calypso Heat Wave                                              | Alex Nash               | |
| 1961 | Come September                                                 | Beagle                  | |
| 1972 | Cabaret                                                        | Master of Ceremonies    | Academy Award for Best Supporting Actor BAFTA Award for Best Newcomer Golden Globe Award for Best Supporting Actor - Motion Picture Kansas City Film Critics Circle Award for Best Supporting Actor National Board of Review Award for Best Supporting Actor National Society of Film Critics Award for Best Supporting Actor |
| 1972 | Man on a String                                                |                         | Film de televiziune |
| 1974 | Man on a Swing                                                 | Franklin Wills          | |
| 1976 | The Seven-Per-Cent Solution                                    | Lowenstein              | |
| 1976 | Buffalo Bill and the Indians, or Sitting Bull's History Lesson | Nate Salsbury           | |
| 1985 | Remo Williams: The Adventure Begins                            | Chiun                   | Nominalizat – Golden Globe Award for Best Supporting Actor - Motion Picture Nominalizat – Saturn Award for Best Supporting Actor |
| 1991 | Kafka                                                          | Burgel                  | |
| 1993 | The Music of Chance                                            | Willy Stone             | |
| 1994 | The Dangerous                                                  | Flea                    | |
| 1995 | Venus Rising                                                   | Jimmie                  | |
| 1996 | The Empty Mirror                                               | Joseph Goebbels         | |
| 1996 | My Friend Joe                                                  | Simon                   | |
| 1999 | A Christmas Carol                                              | Ghost of Christmas Past | |
| 2000 | The Fantasticks                                                | Amos Babcock Bellamy    | |
| 2001 | Dancer in the Dark                                             | Oldrich Novy            | |
| 2001 | Reaching Normal                                                | Dr. Mensley             | |
| 2008 | Choke                                                          | Phil                    | |

### Televiziune
| An        | Titlu                             | Rol                   | Note                                                                              |
| --------- | --------------------------------- | --------------------- | --------------------------------------------------------------------------------- |
| 1956      | Producers' Showcase               |                       |                                                                                   |
| 1957      | Telephone Time                    |                       |                                                                                   |
| 1957      | December Bride                    |                       |                                                                                   |
| 1957      | The Pat Boone Chevy Showroom      |                       |                                                                                   |
| 1958      | The Court of Last Resort          |                       |                                                                                   |
| 1958      | Little Women                      |                       |                                                                                   |
| 1959      | Maverick                          | Billy the Kid         |                                                                                   |
| 1960      | Bronco                            |                       |                                                                                   |
| 1960      | The Ann Sothern Show              |                       |                                                                                   |
| 1960–1961 | Lawman                            |                       |                                                                                   |
| 1961      | Yes, Yes Nanette                  |                       |                                                                                   |
| 1961      | 77 Sunset Strip                   |                       |                                                                                   |
| 1966      | My Lucky Penny                    |                       | Pilot                                                                             |
| 1971      | Ironside                          |                       |                                                                                   |
| 1972      | Night Gallery                     |                       |                                                                                   |
| 1974      | Twas the Night Before Christmas   | Narator Mr. Trundel   |                                                                                   |
| 1974      | The Carol Burnett Show            | Gary                  | Segment: "Carol and Sis"                                                          |
| 1976      | The Muppet Show                   | El însuși             | Invitat                                                                           |
| 1981      | Paddington                        | El însuși             | Host                                                                              |
| 1982      | Alice                             | El însuși             |                                                                                   |
| 1982      | The Yeomen of the Guard           | Jack Point            |                                                                                   |
| 1987      | Queenie                           |                       |                                                                                   |
| 1991      | Dallas                            | Adam                  |                                                                                   |
| 1992      | Brooklyn Bridge                   | Jacob Prossman        | Nominalizat – Primetime Emmy Award for Outstanding Guest Actor in a Comedy Series |
| 1994      | Matlock                           | Tommy DeLuca          | Episod: "The Murder Game"                                                         |
| 1996      | Star Trek: Voyager                | Caylem                |                                                                                   |
| 1999      | The Outer Limits: Essence of Life | Dr. Neil Seward       |                                                                                   |
| 2000      | The Outer Limits: Simon Says      | Gideon Banks          |                                                                                   |
| 2000      | Buffy the Vampire Slayer          | Doc                   |                                                                                   |
| 2001      | Touched by an Angel               | Ronald                | 2 episoade                                                                        |
| 2003      | Oz                                | Lemuel Idzik          |                                                                                   |
| 2003      | Law & Order: Criminal Intent      | Milton Winters        |                                                                                   |
| 2005      | Alias                             | Another Mr. Sloane    |                                                                                   |
| 2006      | House                             | Dr. Ezra Powell       | Episod: "Informed Consent"                                                        |
| 2007      | Brothers & Sisters                | Dr. Jude Bar-Shalom   |                                                                                   |
| 2009      | Private Practice                  | Dr. Alexander Ball    |                                                                                   |
| 2009      | Grey's Anatomy                    | Dr. Singer            |                                                                                   |
| 2013      | Warehouse 13                      | Monty the Magnificent |                                                                                   |

### Teatru
| An   | Titlu                              | Rol                  | Note |
| ---- | ---------------------------------- | -------------------- | --- |
| 1951 | Borscht Capades                    |                      | Credited as Joel Kaye |
| 1961 | Come Blow Your Horn                | Buddy Baker          | |
| 1962 | Stop the World - I Want to Get Off | Littlechap           | |
| 1965 | Half a Sixpence                    | Arthur Kipps         | |
| 1966 | Cabaret                            | Master of Ceremonies | Tony Award for Best Performance by a Featured Actor in a Musical                                                                                |
| 1969 | George M!                          | George M. Cohan      | Nominalizat – Tony Award for Best Performance by a Leading Actor in a Musical                                                                   |
| 1975 | Goodtime Charley                   | Charley              | Nominalizat – Drama Desk Award for Outstanding Actor in a Musical Nominalizat – Tony Award for Best Performance by a Leading Actor in a Musical |
| 1979 | The Grand Tour                     | S. L. Jacobowsky     | Nominalizat – Drama Desk Award for Outstanding Actor in a Musical Nominalizat – Tony Award for Best Performance by a Leading Actor in a Musical |
| 1987 | Cabaret                            | Master of Ceremonies | Nominalizat – Drama Desk Award for Outstanding Actor in a Musical                                                                               |
| 1996 | Chicago                            | Amos Hart            | Drama Desk Award for Outstanding Featured Actor in a Musical                                                                                    |
| 2003 | Wicked                             | The Wizard of Oz     | |
| 2011 | Anything Goes                      | Moonface Martin      | |